# برن فاستر
برِن فاستر (به انگلیسی: Bren Foster) (زادهٔ ۲ نوامبر ۱۹۷۸) یک بازیگر و رزمی‌کار استرالیایی تبار است. او بیشتر برای بازی در آخرین کشتی شناخته می‌شود. فاستر دارای کمربند مشکی در تکواندو، هاپکیدو، هوارنگدو و جوجیتسو برزیلی است.

## گزیده فیلم‌شناسی
- گل‌های جنگی (۲۰۱۱)
- روزهای زندگی ما (۲۰۱۱-۲۰۱۲) ۱۰۸ قسمت
- حداکثر مجازات (۲۰۱۲)
- نیروی اعدام (۲۰۱۳)
- پایانه (۲۰۱۵)
- آخرین کشتی (۲۰۱۵-۲۰۱۸) ۴۱ قسمت
- کودک اوزیریس (۲۰۱۶)
- دریای آبی عمیق ۳ (۲۰۲۰)
- زندگی پس از مبارزه (۲۰۲۴)